# Samantha Arsenault
Pour les articles homonymes, voir Arsenault.
Samantha Arsenault, née le 11 octobre 1981 à Peabody, est une nageuse américaine.

## Biographie
Aux Jeux olympiques d'été de 2000 à Sydney, Samantha Arsenault est sacrée championne olympique du relais 4x200 mètres nage libre.